# Rhynchospora papillosa
Rhynchospora papillosa là loài thực vật có hoa trong họ Cói. Loài này được W.W.Thomas miêu tả khoa học đầu tiên năm 1984.